# Protosuchidae
De Protosuchidae (protos = eerste, suchos = krokodil) zijn een familie van uitgestorven krokodilachtigen. Het waren de eerste echte krokodilachtigen. Ze leefden van het Vroeg- tot Laat-Jura. Er zijn echter ook vormen uit het Krijt bekend die behoren tot de verwante familie der Shartegosuchidae zoals Kyasuchus.

## Uiterlijk/Leefwijze
Protosuchiden waren landdieren en leken nog aardig op de oudere Crocodylomorpha uit het Trias. Ze hadden vrij lange, hagedisachtige poten. De schedel leek echter al sterk op de moderne Eusuchia. Net als krokodillen hadden protosuchiden uit-stekende voortanden en een krachtige beet. De evolutionaire stap tussen de Protosuchidae en de moderne krokodillen was waarschijnlijk de Hsisosuchus. Waarschijnlijk vielen ze vanuit een hinderlaag kleiner(e) dieren aan.

## Genera
- Protosuchus
- Tagarosuchus
- Hemiprotosuchus
- Orthosuchus
- Edentosuchus
- Nothochampsa